# 赊湾镇
赊湾镇，是中华人民共和国河南省驻马店市泌阳县下辖的一个乡镇级行政单位。

## 行政区划
赊湾镇下辖以下地区：
赊湾村、杨岗村、刘岗村、香坊李村、董岗村、王阎村、关冯村、王庄村、柿园村、康庄村、田庄村、小康庄村、马楼村、木庄村、多庄村和闫庄村。